# Eleccions regionals belgues de 2004
Les eleccions regionals belgues de 2004 se celebraren el 13 de juny de 2004 per a escollir els representants del Parlament de Flandes, del Parlament de Valònia, el parlament de Brussel·les i el parlament de la Comunitat Germanòfona de Bèlgica. Se celebren el mateix dia que les eleccions europees de 2004.

## Parlament Flamenc
| Partit | Partit      | Vots      | %     | +/−   | Escons | +/− |
| ------ | ----------- | --------- | ----- | ----- | ------ | --- |
|        | CD&V/N-VA   | 1,060,580 | 26,1% | +4,0% | 35     | +5  |
|        | Vlaams Blok | 981,587   | 24,2% | +8,4% | 32     | +10 |
|        | VLD-Vivant  | 804,578   | 19,8% | −3,9% | 25     | −2  |
|        | SP.A-Spirit | 799,325   | 19,7% | +4,9% | 25     | +6  |
|        | Groen!      | 308,898   | 7,6%  | −3,9% | 6      | −6  |
|        | UF          | 43,391    | 1,1%  | +0,1% | 1      | 0   |
|        | VU-ID*      | 0         | 0,0%  | −9,1% | 0      | −11 |
|        | Altres      | 66,387    | 1,6%  | --    | 0      | 0   |

- La VU-ID deixà d'existir el 2001 després de la divisió de la Volksunie.

Amb aquests resultats, on el partit d'extrema dreta Vlaams Blok fou el segon partit més votat, cosa que provocà una coalició a tres bandes entre conservadors, socialistes i liberals per evitar que participés del poder. Els ecologistes no hi volgueren participar. D'aquesta manera, Yves Leterme (CD&V) fou seleccionat per a dirigir el govern regional.

## Parlament való
| Partit | Partit | Vots    | %     | +/−   | Escons | +/− |
| ------ | ------ | ------- | ----- | ----- | ------ | --- |
|        | PS     | 727,781 | 36,9% | +7,5% | 34     | +9  |
|        | MR     | 478,999 | 24,3% | −0,4% | 20     | −1  |
|        | CDH    | 347,348 | 17,6% | +0,6% | 14     | 0   |
|        | Ecolo  | 167,916 | 8,5%  | −9,7% | 3      | −11 |
|        | FN     | 160,130 | 8,1%  | +4,2% | 4      | +3  |
|        | Altres | 89,531  | 4,5%  | --    | 0      | 0   |

L'endemà de les eleccions, Elio di Rupo (PS) fou escollit per a formar el govern regional.

## Parlament de Brussel·les
L'endemà de les eleccions, Charles Picqué (PS) fou seleccionat per a formar el govern regional.

### Grup francòfon
| Partit | Partit | Vots    | %     | +/−    | Escons | +/− |
| ------ | ------ | ------- | ----- | ------ | ------ | --- |
|        | PS     | 130,462 | 33,4% | +14,7% | 26     | +13 |
|        | MR     | 127,122 | 32,5% | −7,6%  | 25     | −2  |
|        | CDH    | 55,078  | 14,1% | +4,9%  | 10     | +4  |
|        | Ecolo  | 37,908  | 9,7%  | −11,6% | 7      | −7  |
|        | FN     | 21,195  | 5,4%  | +2,4%  | 4      | +2  |
|        | FNB    | 2,656   | 1,5%  | −0,8%  | 0      | −1  |
|        | Altres | 16,795  | 4,3%  | --     | 0      | 0   |

### Grup neerlandès
| Partit | Partit      | Vots   | %     | +/−   | Escons | +/− |
| ------ | ----------- | ------ | ----- | ----- | ------ | --- |
|        | Vlaams Blok | 21,297 | 34,1% | +2,2% | 6      | +2  |
|        | VLD-Vivant  | 12,433 | 19,9% | --    | 4      | 0   |
|        | SP.A-Spirit | 11,052 | 17,7% | --    | 3      | 0   |
|        | CD&V/N-VA   | 10,482 | 16,8% | --    | 3      | 0   |
|        | Groen!      | 6,132  | 9,8%  | --    | 1      | 0   |
|        | Altres      | 1,110  | 1,8%  | --    | 0      | 0   |

## Parlament de la Comunitat Germanòfona de Bèlgica
| Partit | Partit  | Vots   | %     | +/−   | Escons | +/− |
| ------ | ------- | ------ | ----- | ----- | ------ | --- |
|        | CSP     | 11,905 | 32,8% | −2,0% | 8      | −1  |
|        | PFF-MR  | 7,615  | 21,0% | −0,3% | 5      | −1  |
|        | SP      | 6,903  | 19,0% | +4,0% | 5      | +1  |
|        | PJU-PDB | 4,243  | 11,7% | −1,2% | 3      | 0   |
|        | Ecolo   | 2,972  | 8,2%  | −4,5% | 2      | −1  |
|        | Vivant  | 2,665  | 7,3%  | +4,0% | 2      | +2  |